# Autovía A-25
La autovía A-25 es un proyecto de autovía española que debería seguir aproximadamente el recorrido de la carretera N-211 conectando la A-2 desde Alcolea del Pinar (Guadalajara) con la A-23 por Monreal del Campo (Teruel). Su función principal sería una nueva alternativa hacia a la A-3 para unir Madrid Levante por Castellón y Valencia, y hacia Cataluña por el sur de Zaragoza y la Z-40. Asimismo uniría por una vía de alta capacidad la ciudad de Teruel y su provincia con la capital de España, Madrid, y serviría para vertebrar el sector oriental de la provincia de Guadalajara, la comarca del Señorío de Molina.
Existió un estudio informativo elaborado en mayo de 2009 por la empresa Ayesa para desdoblar la carretera existente en una autovía. El estudio informativo caducó en 2019 sin recibir la correspondiente declaración de impacto ambiental.
A más largo plazo, y siguiendo el actual trazado de la N-211, podría haber un nuevo proyecto de prolongación de la autovía hasta Alcañiz e incluso hasta Tarragona, conectado con las futuras autovías A-68 y A-7.
A finales del año 2021, se licitó un nuevo estudio informativo para mejorar este itinerario, contemplándose esta vez varias alternativas, entre ellas la construcción de una autovía o una nueva carretera «2+1». El estudio informativo fue adjudicado en julio de 2022 y se formalizó el contrato para su redacción en septiembre del mismo año.

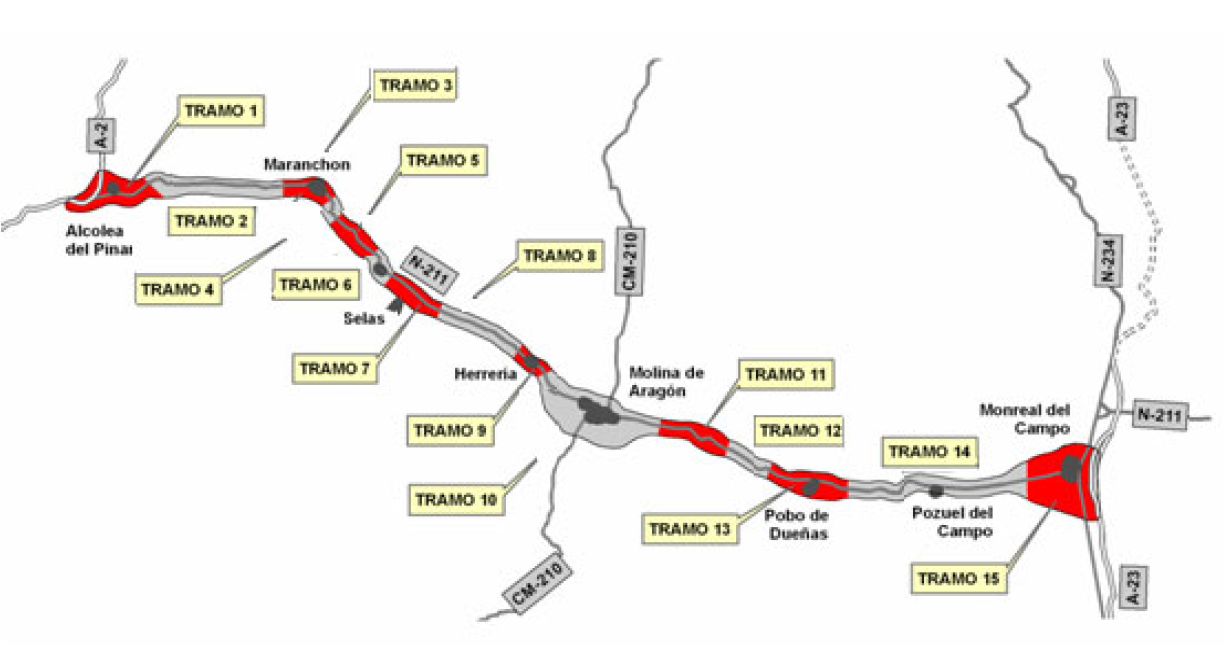
Volcado de pantalla de parte de la página 17 del Tomo 1 del estudio informativo "Conversión en autovía del itinerario de la carretera N-211 entre Alcolea del Pinar y Monreal del Campo” (2009).

## Tramos
| Denominación | Tramo                                                         | Kilómetros | Estado (2025)                                                                             |
| ------------ | ------------------------------------------------------------- | ---------- | ----------------------------------------------------------------------------------------- |
|              | Alcolea del Pinar A-2 - Anguita                               | 7          | En nueva redacción de estudio informativo (pendiente DIA y someter a información pública) |
|              | Anguita - Luzón                                               | 13         | En nueva redacción de estudio informativo (pendiente DIA y someter a información pública) |
|              | Luzón - Maranchón                                             | 4          | En nueva redacción de estudio informativo (pendiente DIA y someter a información pública) |
|              | Maranchón - Mazarete                                          | 3          | En nueva redacción de estudio informativo (pendiente DIA y someter a información pública) |
|              | Mazarete - Anquela del Ducado                                 | 5          | En nueva redacción de estudio informativo (pendiente DIA y someter a información pública) |
|              | Anquela del Ducado - Selas                                    | 4          | En nueva redacción de estudio informativo (pendiente DIA y someter a información pública) |
|              | Selas- Corduente Oeste                                        | 6          | En nueva redacción de estudio informativo (pendiente DIA y someter a información pública) |
|              | Variante de Corduente Tramo: Corduente Oeste - Corduente Este | 8          | En nueva redacción de estudio informativo (pendiente DIA y someter a información pública) |
|              | Corduente Este - Herrería                                     | 3          | En nueva redacción de estudio informativo (pendiente DIA y someter a información pública) |
|              | Herrería - Molina de Aragón                                   | 13         | En nueva redacción de estudio informativo (pendiente DIA y someter a información pública) |
|              | Molina de Aragón - Castellar de la Muela                      | 7          | En nueva redacción de estudio informativo (pendiente DIA y someter a información pública) |
|              | Castellar de la Muela - Hombrados                             | 5          | En nueva redacción de estudio informativo (pendiente DIA y someter a información pública) |
|              | Hombrados - El Pobo de Dueñas                                 | 8          | En nueva redacción de estudio informativo (pendiente DIA y someter a información pública) |
|              | El Pobo de Dueñas - Monreal del Campo                         | 18         | En nueva redacción de estudio informativo (pendiente DIA y someter a información pública) |
|              | Monreal del Campo- Enlace A-23                                | 5          | En nueva redacción de estudio informativo (pendiente DIA y someter a información pública) |